# سلطان ابراهیم
سلطان ابراهیم(به زبان لری:سلطون بروهیم) یک امام زاده واقع در بخش سوسن شهرستان ایذه در استان خوزستانِ ایران است. امام‌زاده ابراهیم در دامنه کوهی بزرگ با ۲۲۰۰ متر ارتفاع، مدفون می‌باشند. و دور تا دور این امامزاده مملو از جنگل های بلوط و مناظر دل‌انگیز است همچنین چشمه‌ای از این کوه جاری می‌باشد که معروف به چشمه امام‌زاده است و آب آن از دامنه جنوبی کوه به دره کارتا و در قسمت غربی به کارون منتهی می‌گردد.

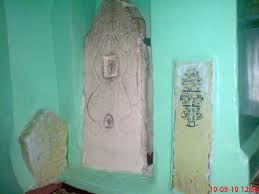
نمایی از درون آرامگاه

## تاریخچه بنای بقعه
این بنا دارای خصوصیاتی است که ما را در تاریخ گذاری نسبی یاری می‌دهد. این بنا دارای نقشه L می‌باشد و متشکل از دو بارگاه یعنی بقعه سلطان ابراهیم و شرف الدین می‌باشد. بنای بقعه اصلی سلطان ابراهیم شامل دو بخش اتاق ورودی وگنبد خانه می‌باشد. گنبد بنا از نوع گنبدهای یک پوشش مخروطی یا رک بوده که در مورد سابقه ساخت این نوع گنبدها دکتر پیرنیا می‌گوید: این نوع گنبد را باید ناشی از شرایط اقلیمی ایران دانست. چون این پوشش در برابر آسیب باران‌های متوالی عملکردی بهتر نسبت به سایر گنبدها دارد. سلسله‌های آل زیار و آل بویه جزء اولین دولت‌های ایرانی پس از اسلام بودندکه در شمال به اقتدار رسیدند و با توسعه دولت‌های ذکر شده، معماران مشهور معماری قدیم ایران به خصوص گنبد رک یا همان مخروطی را در ری، اصفهان و فارس رایج کردند. ۱ به‌طور کلی این نوع گنبد در ردیف گنبدهای ارچین می‌باشد، گرچه از نظر نمای ظاهری همچون سایر گنبدهای مخروطی و رک مضرس نمی‌باشد و فاقد رج‌های پلکانی است، اما در زیر مجموعه گنبدهای هرمی قرار می‌گیرد. نمونه‌های مشابهی در این منطقه وجود دارد مانند بقعه چهل‌تنان در روستای چهل‌تنان از بخش دهدز که دارای گنبد کله قندی ساده و بدون مضرس می‌باشد. بقعه سید صالح در مرغا، بقعه شاه رودبند در نوترکی که بقعه سید صالح دارای گنبد مضرسی چهارده رج بوده، شاه رودبند نیز به شکل هرمی هشت ضلعی و در هشت رج می‌باشد. در بیان این مسئله که این بنا از ابتدا به همین صورت بوده و در یک زمان واحد به شکل یک پارچه ساخته شده است یا خیر، هیچ گونه دلیل و مدرکی در دست نیست و به گفته معمران که می‌گویند بنا از ابتدا به همین شکل ساخته شده است، نمی‌توان استناد نمود. در این بقعه با اتاق ورودی مواجه می‌شویم که از نوآوری‌های قرون 5 و 6 هجری می‌باشد و البته این پدیده را در امامزاده‌های دیگر منطقه ملاحظه می‌کنیم. نکته جالب توجه در مورد بناها به خصوص سلطان ابراهیم این است که درون اتاق‌های ورودی، طاقچه‌ها، دیوارها و کف آن‌ها به سنگ قبرهای قدیمی بر می‌خوریم که بر روی برخی از آن‌ها تاریخ 1130 هجری قمری حک شده است. این قبور متعلق به متولیان و سادات منطقه است که بعد از فوت به حرمت جد ایشان و با توجه به تولیت آنان نسبت به این آستان، در نزدیک‌ترین مکان به این بقعه دفن شده‌اند. شاید بتوان با توجه به قدمت این قبور و طرز قرار گرفتن آن‌ها و فضای اندک پیرامون این سنگ‌ها چنین گفت که این بخش از بنا یعنی اتاق‌های ورودی پس از بنا ساخته و بعدها و به تدریج به گنبدخانه اضافه شده‌اند و همزمان با گنبدخانه بنا نشده اند.توصیف کلی بقعه متبرکه امامزاده سلطان ابراهیم(علیه السلام)
این بنا فاقد هرگونه کتیبه نوشته‌ای در مورد تاریخ ساخت، سازنده بنا و یا هویت شخص دفن شده می‌باشد. بنا بر گفته متولیان این آستان، شجره نامه‌ای از سلطان ابراهیم موجود بوده که امروزه اثری از آن نیست. و طبق گفته آنان که نسل اندر نسل تولیت این بقعه را بر عهده داشته‌اند. ۲ این بقعه متشکل از دو گنبد خانه و اتاق‌های ورودی است که هر یک به یکدیگر راه دارند، بنای اصلی و بزرگ متعلق به سلطان ابراهیم است و در قسمت پشت بنا آرامگاه امامزاده شرف الدین که کوچک‌تر نیز می‌باشد، قرار دارد. نقشه بنا بر اصول و ساختار اولیه یعنی متشکل از سنگ و ملاط گچ استوار بوده که فاقد نماسازی می‌باشد. این بنا شامل دو بخش می‌باشد: گنبد خانه اصلی که متعلق به سلطان ابراهیم است و گنبد خانه جانبی آن مربوط به شرف الدین است و مقابل هر یک اتاق ورودی قرار دارد که این اتاق‌ها به یکدیگر مرتبط می‌باشند. بنای سلطان ابراهیم بر نقشه L شکل ساخته شده است. این بنا دارای دو گنبد رک (مخروطی) یک پوش می‌باشد. که شامل گنبد خانه اصلی یا امامزاده سلطان ابراهیم و گنبد خانه کوچک‌تر است که متعلق به شرف الدین می‌باشد. بنا از چهار فضا یعنی دو گنبد خانه و اتاق‌های ورودی مقابل هر یک تشکیل شده است که فضای ارتباطی با این دو گنبد خانه از طریق درهای ضلع شمالی و جنوبی اتاق‌های ورودی میسر می‌گردد. البته در گنبد خانه کوچک‌تر که جنب گنبد خانه اصلی یا سلطان ابراهیم می‌باشد، دری مجزا وجود دارد که عملا ارتباط مستقیم این قسمت را با فضای بیرون بنا بر قرار می‌سازد که امروزه از آن استفاده نمی‌شود.

## مقدمه
شیخ صدوق در کتاب ثواب الاعمال از پیامبر اسلام (صلّی الله علیه و آله) روایت می‌کند که حضرت فرمود: کسی که من یا یکی از ذریه‌های مرا زیارت نماید من در روز قیامت وی را زیارت کنم و او را از هول و ترس آن روز نجات خواهم داد.
در کتاب هدیه احمدیه به نقل از پیامبر اسلام (صلّی الله علیه و آله) در آخر حدیثی که درشأن حضرت فاطمه (علیها السلام) است می‌فرماید: کسی که امام حسن (علیه السلام) و امام حسین (علیه السلام) را زیارت کند، مثل این است که علی (علیه السلام) را زیارت کرده باشد و کسی که فرزندان امام حسن (علیه السلام) و امام حسین (علیه السلام) را زیارت کند، مثل این است که امام حسن (علیه السلام) و امام حسین (علیه السلام) را زیارت کرده باشد. ۲ در کتاب جامع الاخبار از پیامبر اکرم (صلّی الله علیه و آله) روایت می‌کند که حضرت فرمود: کسی که یکی از فرزندان مرا در حال حیات یا بعد از موت زیارت نماید مثل این است که مرا زیارت کرده باشد و کسی که مرا زیارت کند خدا او را می‌آمرزد. ۳ در کتاب مصباح کفعمی از حضرت امام موسی بن جعفر (علیهما السلام) روایت می‌کند که حضرت فرمود: کسی که قادر نباشد ما را زیارت کند اگر برادران دینی و نیکو کار خود را زیارت نماید، ثواب زیارت ما در نامه عملش نوشته خواهد شد. ۴ از احادیث مذکور این طور استنباط می‌شود که زیارت کلیه فرزندان امام حسن (علیه السلام) و امام حسین (علیه السلام) مستحب است و امامزاده سلطان ابراهیم (علیه السلام) هم از فرزندان و نوادگان امام حسین (علیه السلام) به شمار می‌رود. مرحوم محدث قمی (رحمت الله علیه) در کتاب هدیه الزائر، باب دهم فصل دوم، صفحه 324 راجع به امامزادگان شرح مفصلی نقل می‌کند و می‌فرماید: اخبار در باب زیارت مومنین و زیارت پیشوایان دین بسیار است و خواندن آن زیارتی که درباره مومنین وارد شده نزد قبر امامزادگان مناسب است. صاحب کتاب گوهر مراد هم می‌گوید: روح پاک قابل فیض‌های الهی می‌شود و گاه گاهی یاد از وطن خود می‌نماید، روح نیز از قبر خود اطلاع دارد و از آن فیض‌هایی که خدا به او می‌دهد او هم به زائرین قبر خود خواهد داد. ۵ شرح حال امامزاده سلطان ابراهیم (علیه السلام)
امام موسی کاظم(علیه السلام) فرزندان زیادی داشت ولی قول مشهور بر این است که امام موسی کاظم (علیه السلام)، سی و هفت فرزند داشته است که پسران ایشان عبارتند از: حضرت علی الرضا (علیه السلام)، ابراهیم، عباس، قاسم، اسماعیل، جعفر، هارون، حسن، احمد، محمد، حمزه، عبدالله، اسحق، عبیدالله، زید، حسین، فضل، سلیمان. و دختران آن حضرت عبارتند از: حضرت فاطمه کبری معصومه(علیها السلام)، فاطمه الصغری، رقیه، حکیمه، ام ابیها، رقیه الصغری، کلثوم، ام جعفر، لبابه، زینب، خدیجه، علیه، آمنه، حسنیه، بریهه، عایشه، ام سلمه، میمونه، ام کلثوم. گویا بنا بر روایات امامزاده سلطان ابراهیم (علیه السلام) فرزند ارشد عبدالله از فرزندان حمزه بن موسی بن جعفر(علیهم السلام) می‌باشد و در واقع می‌توان ایشان را از نوادگان امام هفتم شیعیان دانست. ۶ وی در زمان حکومت عباسیان می‌زیسته و به سید المرتضی شهرت دارد. وقتی هفت تن از خواهران و برادرانش در نبرد با تلغری‌ها به شهادت رسیدند (هفت شهیدان) تاب و تحمل نیاورد و از جاده تمبی وارد منطقه گلگیر شد. سلطان ابراهیم مدتی در گلگیر به ارشاد مردم پرداخت و مردم آنجا از آن امامزاده استقبال بی نظیری به عمل آوردند. سید المرتضی پس از اطمینان از آن منطقه وارد آسماری شد. پس از یک ماه اقامت در آسماری و متقاعد ساختن مردم آن منطقه و اطمینان مطلق از گرایش آنان به اسلام، آنجا را ترک کرد و رهسپار ایذه شد. ایذه در آن زمان (مال امیر) نام داشت. مردم ایذه بیش از مناطق دیگر از آن حضرت استقبال کردند و امکانات مادی و معنوی در اختیار او گذاشتند و با وقف باغات و اراضی و نذورات فراوان ارادت و سپاس دینی و مذهبی خود را به اثبات رساندند. اراضی (بندان) در ایذه از جمله هدایای مردم به آن حضرت است که تا زمان حال منافع و عایدات آن وقف امامزاده می‌شود. در ایذه پیروان و حامیان فراوانی به سلطان ابراهیم پیوستند. از آنجا که غریزه طبیعت بر این است که هر جا گل است، خار هم هست و هر جا دوست است، دشمن نیز در کمین است عده‌ای به مخالفت با نهضت امامزاده قیام کردند و مخالفت‌های زیادی در منطقه به وجود آمد. سلطان ابراهیم برادرزاده خود سید صالح را جهت فرونشاندن سرکشان و طغیانگران ماموریت داد. سید صالح که مردی مصلح و اندیشمندی توانا بود مدتی به وعظ وگفت‌وگو پرداخت. عده‌ای به وی و تبلیغات دین او گرویدند، اما عده‌ای مقاومت کردند و سرسختانه به مبارزه علیه اهداف سید صالح قیام کردند. جنگ سختی میان کفر و اسلام در گرفت که دو شبانه روز به طول انجامید. در این نبرد صدها کشته از مخالفین در میدان کارزار به جای ماند و چهل تن از بهترین یاران آن سید بزرگوار نیز به شهادت رسیدند. پس از پایان جنگ و پیروزی اسلام بر کفر هر کدام از طرفین کشتگان و مجروحین خود را جمع آوری کردند و به پشت میدان جنگ انتقال دادند. چهل تن شهید یاران آقا سید صالح را در یک محل و در کنار هم دفن کردند که هم اکنون به نام چهل‌تنان معروف است. سلطان ابراهیم از جمله امامزاده‌هایی است که کرامات فراوانی دارد. مردم بختیاری همواره بهره‌مند از آیات و نشانه‌ها و معجزات آن حضرت‌اند. سلطان ابراهیم (سید المرتضی) در محلی به نام کارتا موضع گرفت. کارتا محلی کوهستانی است و دارای استحکامات سوق الجیشی است که حضرت آن محل را جهت دفاع از خود و یارانش در مقابل مهاجمین انتخاب کرده بود. سلطان ابراهیم پس از سال‌ها عمر با عزت در سال 378هجری ۷ به مرگ طبیعی وفات یافت و به لقاء الله پیوست، پیروان آن حضرت بر روی مقبره او بقعه و بارگاهی ساختند که بی نظیر است. قبل از وفات امامزاده، همسرشان عایشه فوت نمود و تا ایام فوت خود آن حضرت، 18 سال به طول انجامید و بعد از وفات امامزاده سلطان ابراهیم (علیه السلام)، پسرش شاه سلیمان که بزرگ اولاد او بود به رهبری و هدایت مردم پرداخت. امامزاده سلطان ابراهیم(علیه السلام) دارای کرامات و معجزات بسیاری بوده و مردم منطقه که اعتقاد فراوانی به این بزرگوار دارند به زیارت مزار شریف وی مشرف می‌شوند. بارگاه و مقبره آن حضرت هر ساله توسط هم‌وطنان و نذورات به دست آمده مرمت و بازسازی می‌شود. ۸
فرزندان و نوادگان امامزاده سلطان ابراهیم (علیه السلام)
```
بعد از وفات امامزاده سلطان ابراهیم (علیه السلام) پسرش شاه سلیمان که بزرگ اولاد او بود به رهبری و هدایت مردم پرداخت. [۹] در کتب رجال و 
تاریخ اسلام
 نامی از دیگر اولاد و نوادگان آن حضرت باقی نمانده است. در داخل حرم سلطان ابراهیم سنگ قبری بسیار قدیمی موجود است که بر روی آن نام سید شمس الدین مشاهده می‌شود که گویا از نوادگان سلطان ابراهیم می‌باشد.گرچه هیچ گونه سند و مدرکی همچون شجره نامه، زیارت نامه و وقفنامه از ایشان به دست نیامده است، اما متولیان آن که چندین نسل پی در پی تولیت این آستان را بر عهده داشته‌اند، اذعان می‌دارندکه این امامزاده جلیل القدر دارای شجره نامه بوده است که امروزه اثری از آن نمی‌باشد. سند متولیان نوشته‌ای است که به صورت کپی می‌باشد و در آن نام متولیان و خدمتگزاران این آستان ذکر شده است که دارای مهر و امضا و تاریخ‌های مختلف می‌باشد و آن را حمل بر صحت گفته‌های خود می‌دانند. کلیدداری بنا متعلق به سادات کارتا می‌باشدکه آنان متشکل از شش تیره می‌باشند که خود طوایف مختلف بختیاری را شامل می‌شود. کلید داری به صورت ماهیانه بین تیره‌ها انجام می‌گیرد.
۹
```

موقعیت مکانی امامزاده سلطان ابراهیم (علیه السلام)
این امامزاده عالی‌قدر در دهستان سوسن و 42 کیلومتری ایذه، در جنوب روستای صالح به نام روستای کارتا واقع شده است. این امامزاده مکرم در دامنه کوهی بزرگ که به نام خود آن برگوار است و حدود 2200 متر ارتفاع دارد مدفون است، چشمه ای از این کوه جاری است که معروف به چشمه امامزاده می‌باشد و آب آن از دامنه جنوبی کوه به دره کارتا و در قسمت غربی به کارون منتهی می‌شود. دور تا دور این امامزاده و کوه‌های آن مملو از جنگل و مناظر زیبا و دل انگیز است که زائران عزیز همیشه به یاد آن خواهند بود. این بقعه بر روی تپه‌ای طبیعی که پیرامون آن را قبرستانی قدیمی با انواع سنگ قبر و شیرهای سنگی فرا گرفته، قرار دارد. در گذشته اهالی محلی از همین قبرستان جهت دفن اموات خود استفاده می‌کردندکه البته امروزه در راستای طرح توسعه حرم مطهر و زیبا سازی فضای جانبی بقعه متبرکه دفن اموات در آن ممنوع شده است.

## تحلیل معماری
مصالح: مصالح به کار برده شده عمدتا سنگ و گچ می‌باشد. تمام بنا را با سنگ و ملاط گچ نیم کوب ساخته‌اند و گنبد بیرونی آن نیز با گچ روکش شده است.۱
نقشه: این بنا دارای نقشه L شکل در جهت شمال شرقی- جنوب غربی به طول 95 / 14 متر و عرض 25 / 13 متر می‌باشد. ساختمان از دو قسمت اتاق‌های ورودی و اتاق‌های مقبره (گنبد خانه) تشکیل شده است. اتاق ورودی به گنبد خانه اصلی یا سلطان ابراهیم دارای عرض 4 متر و طول 40 / 7 متر است اتاق ورودی گنبد خانه جانبی دارای30 / 3 متر و عرض 25 / 4 متر طول می‌باشد. گنبد خانه اصلی و گنبد خانه جانبی در ضلع شرقی اتاق‌های ورودی قرار گرفته‌اند. اتاق مقبره اصلی به شکل دایره به قطر 60 / 4 و اتاق مقبره جانبی به شکل چهار طاقی می‌باشد.نما و تزئینات بیرونی: نمای بیرونی بنا از دو قسمت بدنه و گنبد مخروطی تشکیل شده است که ارتفاع بیرونی گنبد اصلی حدود 60 / 12 متر و ارتفاع گنبد جانبی آن به حدود 70 / 9 متر می‌رسد. آثار مرمت‌های مکرری را که در طول سالیان متمادی توسط افراد بومی صورت گرفته است، می‌توان به وضوح مشاهده نمود. این دو فضا دارای اختلاف سطح می‌باشند به این صورت که حدود 40 سانتی متر از کف و 20 / 1 متر از سقف اختلاف سطح دارند. بدنه گنبد خانه اصلی دارای 20 / 3 متر ارتفاع می‌باشد و بدنه گنبد خانه جانبی 90 / 2 ارتفاع دارد. دیوار گنبد خانه اصلی در ضلع جنوبی بنا قرار دارد و این دیوار بر روی سکویی به طول 25 / 12 متر و عرض 80 / 2 متر و ارتفاع 80 سانتی متر قرار گرفته است. در ضلع شرقی و جنوبی هیچ گونه آرایه به کار برده نشده است و شاید تنها تزئینات به کار رفته را بتوان یک ردیف کاشی نره فیروزه‌ای رنگ بالای ورودی، ضلع شمالی دانست که تنها تزئین و آرایه در این بخش از بنا می‌باشد. بر بالای پنجره دیوار ضلع غربی نیز تزئینات کاشی‌کاری مشابه‌ای به کار رفته است. در ورودی اتاق مقابل گنبد خانه اصلی که در ضلع جنوبی بنا واقع شده است، دارای اضلاع 2 متر طول، 10 / 1 عرض و عمق 10 / 1 متر می‌باشد. در ضلع شمالی بنا دو در وجود دارد که به وسیله پلکان بلوکی به عرض 60 / 1 متر می‌توان به درها راه یافت. از این دو در یکی به فضای اصلی گنبد خانه کوچک‌تر راه داردکه دارای 15 / 2 مترطول، 1 متر عرض و 1 متر عمق می‌باشد که از آن استفاده نمی‌شود. در دیگری به فاصله 3 متری از این در قرار دارد که به اتاق ورودی مقابل گنبد خانه جانبی و کوچک‌تر راه دارد. ابعاد این در نیز 15 / 2 متر طول، 05 / 1 متر عرض و 80 سانتی متر عمق می‌باشد. بر بالای این دو در دو ردیف تزئینات کاشی‌کاری به کار رفته است. در ضلع غربی بنا ورودی دیگری به ابعاد 20 / 2 متر ارتفاع، 90 سانتی متر عرض و 90 سانتی متر طول وجود دارد که از آن استفاده نمی‌شود و به اتاق ورودی گنبد خانه جانبی (کوچک‌تر) راه دارد همچنین پنجره‌ای به فاصله 30 / 8 متری از در ضلع غربی وجود دارد. پنجره دیگری به طول 50 / 2 متر، عرض 2 متر و عمق 70 سانتی متر در اتاق ورودی گنبد خانه اصلی در دیواره اتاق ورودی مقابل گنبد خانه اصلی قرار دارد که بر بالای قوس پنجره، تزئینات مشابه‌ای شامل دو ردیف کاشی‌کاری نره فیروزه‌ای و رنگارنگ به کار رفته است. در اضلاع شمالی و جنوبی و شرقی بدنه گنبد اصلی چهار روزنه به شکل مستطیل با ابعاد تقریبا مشابه به طول 80 سانتی متر، عرض 30 سانتی متر وجود دارند که به فضای درونی گنبد خانه راه می‌یابند. در قسمت پایه مدور گنبد اصلی نیز چهار پنجره با قوس نیمه بیضی به طول 70 سانتی متر و عرض 60 سانتی متر قرار دارند که به پنجره‌های درونی گنبد خانه مرتبط می‌شوند. در قسمت انتهایی پلکان داخلی به پشت بام طاقی ایجاد شده که مانع نفوذ باران به داخل بقعه می‌گردد.نما و تزئینات داخلی: فضای درونی بنا از چهار بخش تشکیل شده است که دو بخش شامل گنبد خانه‌ها و دو بخش نیز اتاق‌های ورودی را تشکیل می‌دهند. بخش اول که به منزله اتاق ورودی بقعه اصلی یعنی سلطان ابراهیم است، به صورت مستطیل به طول 40 / 7 متر، عرض 4 متر و ارتفاع 20 / 3 متر بوده که به گنبد خانه اصلی و اتاق ورودی گنبد خانه جانبی راه دارد. ورودی این اتاق دارای 20 / 1 متر عرض، طول 2 متر و عمق 10 / 1 می‌باشد و دارای قوسی گلاله‌ای به ارتفاع 10 / 2 متر و عرض 20 / 1 سانتی متر می‌باشد.۲
طاق این اتاق دارای دو قوس جناغی به ارتفاع 20 / 3 متر تا کف می‌باشد. در دو سوی ورودی دو طاقچه به طول 20 / 1 متر، عرض 15 / 1 متر و عمق 30 سانتی متر در فاصله 50 / 1 متری از سطح زمین قرار گرفته‌اند که دارای قوس‌های باربر جناغی شکل می‌باشند. در سمت راست فضای این اتاق سه طاقچه به ابعاد مختلف قرار دارد. اولین طاقچه دارای طول 20 / 1 متر، 20 / 1 متر عرض و عمق 25 سانتی متر و طاقچه دوم دارای طول 20 / 1 متر، عرض 2 متر و عمق 25 سانتی متر و سومین طاقچه نیز به طول 20 / 1 متر، عرض 70 / 1 متر و عمق 25 سانتی متر قرار دارند که همگی به فاصله 50 / 1 از سطح زمین قرار گرفته‌اند.شکل دیگری به عرض 30 تا 50، ارتفاع 55 سانتی متر و عمق 40 سانتی متر وجود دارد که قبلا به عنوان جا شمعی استفاده می‌شده است ولی اینک از آن برای گذاشتن قرآن استفاده می‌شود.۳
در چهار جهت فضای درونی گنبد خانه چهار روزنه مثلثی شکل در ارتفاع یک متری از کف گنبد خانه به عمق 3 متر وجود دارند که حالت هواکش را دارند و به عنوان تهویه هوای درونی گنبد خانه استفاده می‌شوند. در قسمت فوقانی بدنه گنبد خانه تزئینات شامل نقاشی به شکل کنگره‌ای به چشم می‌خورد. گنبد از داخل به شکل مخروطی به ارتفاع 70 / 9 متر تا کف اتاق گنبد خانه می‌باشد. در چهار جهت پایه گنبد چهار پنجره مدور به قطر 30 سانتی متر، عمق 60 سانتی متر در ارتفاع 4 متری از کف اتاق گنبد خانه قرار گرفته‌اند که بیشتر جهت نوردهی فضای داخلی گنبد خانه تعبیه شده‌اند. کف و اطراف فضای داخلی گنبد خانه تا ارتفاع 20 / 1 متری با سنگ گرانیت کار شده است. در زیر گنبد مخروطی ضریحی آلومینیومی به طول 40 / 2 متر، عرض 40 / 1 متر و ارتفاع 2 متر قرار دارد. برای ورود به سومین بخش که اتاق ورودی گنبد خانه جانبی (کوچک‌تر) می‌باشد، راهرویی ارتباطی با طاقی گلاله‌ای به ارتفاع 2 متر، عرض 20 / 1 متر و طول 40 / 1 متر وجود دارد. این اتاق دارای دو در اصلی در سمت چپ و مقابل راهرو می‌باشد. اتاق ورودی گنبد خانه اصلی حدود 40 سانتی متر بالاتر از اتاق ورودی گنبد خانه جانبی (کوچک‌تر) می‌باشد. این اتاق به شکل مستطیل به اضلاع 25 / 4 در 50 / 2 متر می‌باشد و دارای طاقی جناغی به ارتفاع 502 / 2 متر تا کف می‌باشد. در سمت چپ این اتاق به ترتیب طاقچه‌ای با قوس جناغی به ارتفاع 70 سانتی متر، عرض 80 سانتی متر و عمق 35 سانتی متر در فاصله 40 / 1 متری از کف اتاق قرار دارد.پس از آن به فاصله 10 / 1 متری دری به ارتفاع 25 / 2 متر، عرض 90 سانتی متر و طول 80 سانتی متر با قوسی نیم دایره‌ای وجود دارد که به وسیله دو پلکان به عرض 90 سانتی متر، عمق 30 سانتی متر و ارتفاع 20 سانتی متر به فضای درونی این اتاق راه دارد.طاقچه‌ای مشابه طاقچه اول در سمت چپ این طاق قرار دارد و تنها وجه تمایز این دو طاقچه در عرض آن‌ها هست که طاقچه مذکور دارای عرض 70 سانتی متر می‌باشد و حدود 10 سانتی متر از طاقچه اول کوچک‌تر است. در مقابل راهروی ارتباطی در دیگر این اتاق قرار دارد که دارای 20 / 2 متر طول، 20 / 1 عرض و 80 سانتی متر عمق می‌باشد. این در حدود 60 سانتی متر پایین‌تر از کف اتاق می‌باشد که به وسیله دو پلکان سنگی به عرض 10 / 1 متر، عمق 40 سانتی متر و ارتفاع 30 سانتی متر پله دوم می‌توان به کف اتاق راه یافت. طاق در به صورت نیم دایره‌ای می‌باشد.۴
در سمت راست این اتاق یک ردیف پله 9 تایی به عرض 70 سانتی متر، عمق 30 سانتی متر و کف 35 سانتی متری قرار دارد که به پشت بام راه دارد. در فاصله 10 / 1 سانتی متری آستانه و روی گنبد خانه جانبی (کوچک‌تر) قرار دارد و به فاصله 50 سانتی متری از آن نیز طاقچه‌ای با قوس دایره‌ای به طول 2 متر، عرض 70 سانتی متر و عمق 25 سانتی متر وجود داردکه درون آن سنگ قبری با تاریخ 1130 هجری قمری به چشم می‌خورد و در دیوار کناری این طاقچه که جنب در ورودی می‌باشد نیز سنگ قبر دیگری در دیوار گذاشته شده است.تمامی فضای درونی این دو بخش، اتاق‌های ورودی اول و دوم رنگ آمیزی شده است. از طریق راهرویی که در اتاق ورودی دوم قرار دارد و می‌توان به فضای گنبد خانه جانبی (کوچک‌تر) راه یافت. ارتفاع این راهرو کم و حدود 40 / 1 متر، عرض 90 سانتی متر و عمق آن 40 / 1 متر می‌باشد. فضای درونی این اتاق به شکل مربع به اندازه هر ضلع 29 / 2 متر با گنبد یک پوشش مخروطی به ارتفاع 6 متر تا کف اتاق می‌باشدکه گنبد بر روی چهار گوشواره قرار گرفته است. در مقابل و سمت راست آستانه ورودی دو طاقچه با قوسی نیم دایره به عرض1متر، طول 80 / 1 و عمق80 سانتی متر که هم سطح با کف اتاق می‌باشند قرار دارند. در سمت چپ آستانه ورودی یعنی در ضلع دیوار شمالی این اتاق (گنبد خانه کوچک‌تر) دو عدد پلکان سنگی به طول 30 سانتی متر، عرض 05 / 1 متر و کف 30 سانتی متر قرار دارد که به در ورودی اصلی این اتاق راه دارد. این در حدود 60 سانتی متر پایین‌تر از کف اتاق می‌باشد. طول در حدود 20 / 2 متر، عرض 05 / 1 متر و عمق 90 سانتی متر و دارای طاقی نیم دایره می‌باشد.۵
ضریحی آلومینیومی به طول 70 / 1 متر، عرض 10 / 1 متر و ارتفاع 70 / 1 متر در زیر گنبد قرار دارد.۶

## راه‌های دسترسی
جهت دسترسی به بارگاه سلطان ابراهیم چندین راه وجود دارد:
۱- از طریق روستای ده شیخ در دهستان سوسن با قایق.
۲- از منطقه گلزار جاده که چند فاز آن آسفالت گردیده است.